# Kawasaki 350 S2
La Kawasaki 350 S2, chiamata anche 350-S2 o S2 Mach II Triple, è una motocicletta prodotta dalla casa motociclistica giapponese Kawasaki Heavy Industries Motorcycle & Engine, dal 1971 al 1974.

## Descrizione e tecnica

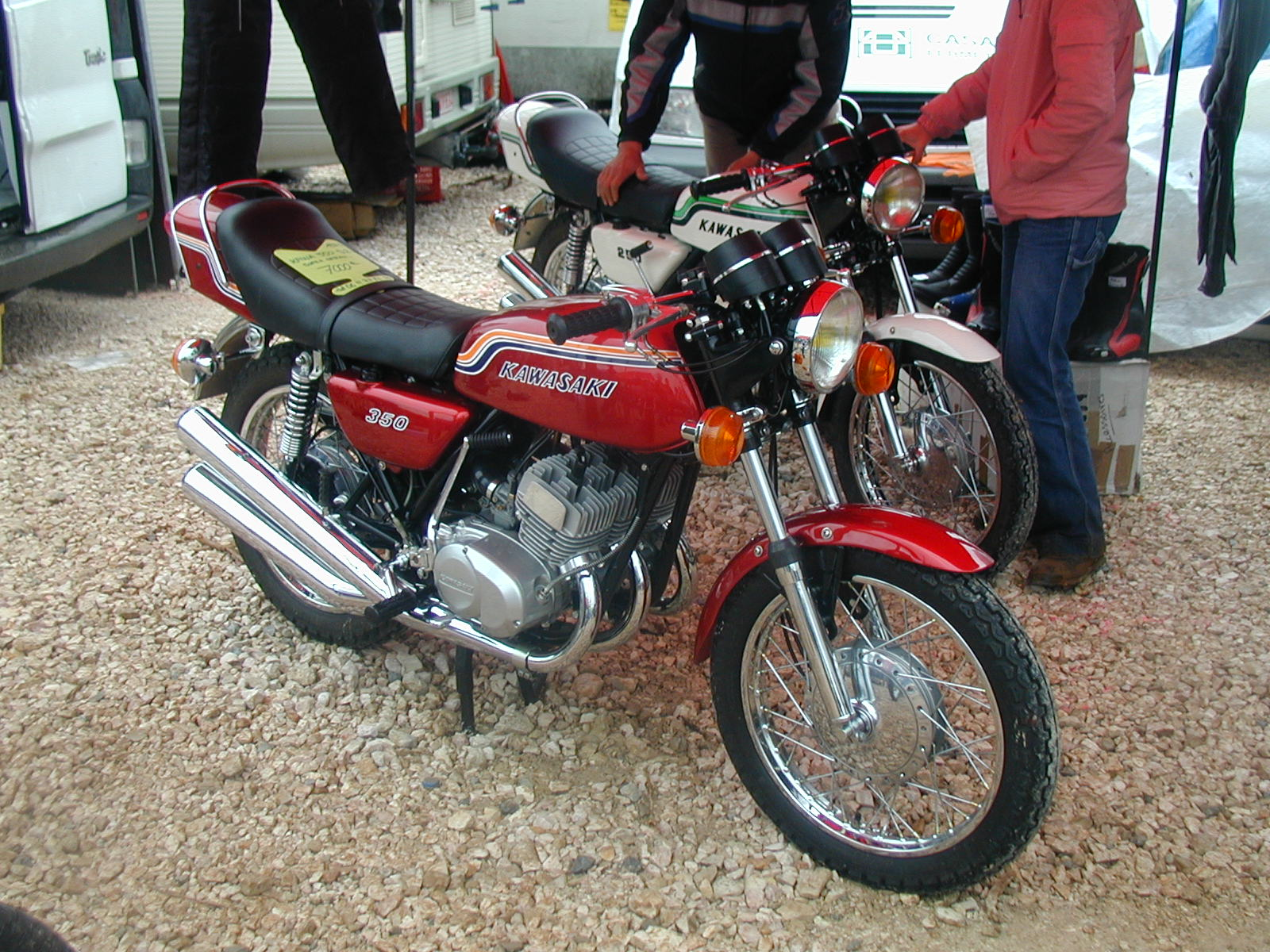

Introdotta sul mercato nel 1971, la moto era spinta da un motore tricilindrico parallelo dalla cilindrata di 346 cm³ a due tempi raffreddato ad aria con lubrificazione separata, alimentato da tre carburatori Mikuni da 24 mm che erogava 45 CV, con un rapporto potenza/cilindrata di 130 CV/litro.
Il telaio era a tubi e travi in acciaio, coadiuva da una forcella telescopica all'avantreno mentre al retrotreno c'era un forcellone a due bracci; le ruote calzavano rispettivamente pneumatici da 3,00–18 (alla'anteriore) e 3,50–18 (al posteriore).
Il sistema frenante era costituito da un freno a tamburo duplex da 180 mm davanti e da uno simplex sempre da 180 mm dietro. La strumentazione era integrata nella calotta superiore del fanale anteriore. Nel 1973 la 350 S2T venne dotata di freno a disco anteriore.